# 巴特埃森
巴特埃森是德国下萨克森州的一个市镇。总面积103.30平方公里，总人口15592人，其中男性7687人，女性7905人（2011年12月31日），人口密度151人/平方公里。

## 友好城市
- 法國 博尔贝克